# خویشتن‌اندیشی

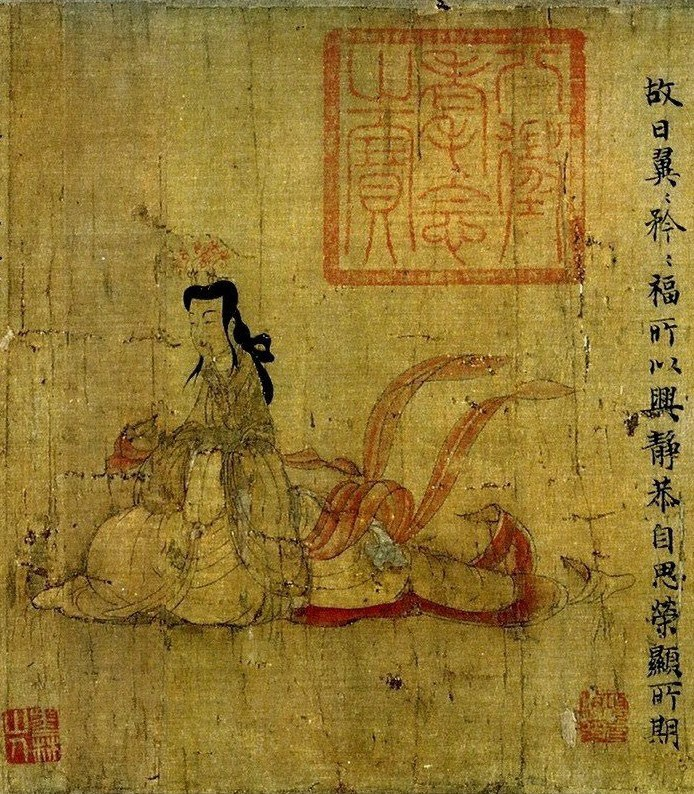
این آخرین صحنه از طومار پندها، بانوی قصری را نشان می‌دهد که به آرامی در حال تأمل نشسته‌است و احتمالاً از توصیه‌های موجود در خطوطی که در ادامه آمده پیروی می‌کند: «بنابراین می‌گویم: در هر کاری که انجام می‌دهید محتاط و محافظه کار باشید، و از این طریق عاقبت به خیری به وجود خواهد آمد. آرام و محترمانه به اعمال خود بیندیشید و افتخار و شهرت در انتظار شما خواهد بود.»

خویشتن‌اندیشی (به انگلیسی Self-reflection)، توانایی مشاهده و ارزیابی فرآیندهای شناختی، عاطفی و رفتاری خودمان است. در روان‌شناسی، سایر اصطلاحات مورد استفاده برای این خویش‌تن‌آگاهی عبارتند از «آگاهی اندیشی» (به انگلیسی 'reflective awareness') و «هوشیاری اندیشی» (به انگلیسی 'reflective awareness') که از کار ویلیام جیمز سرچشمه می‌گیرد.
خویشتن اندیشی به طیفی از کارکردها از جمله درون‌نگری و فراشناخت بستگی دارد که از دوران کودکی تا نوجوانی رشد می‌کند و بر نحوه تعامل افراد با دیگران و تصمیم‌گیری تأثیر می‌گذارد.
خویشتن اندیشی با فلسفه هوشیاری، موضوع آگاهی، خودآگاهی به‌طور کلی و فلسفه ذهن مرتبط است.
مفهوم خویشتن اندیشی قدیمی است. به عنوان مثال، بیش از ۳۰۰۰ سال پیش، " خودت را بشناس "، یک قاعده اوراکل دلفی، در پیتیا معبد آپولو بود که بر روی یکی از قدیمی‌ترین مکان‌های مذهبی شناخته شده در یونان باستان حک شده بود.